# Whitlingham
Whitlingham – wieś w Anglii, w hrabstwie Norfolk, w dystrykcie Broadland. Leży 2 km na wschód od Norwich i 159 km na północny wschód od Londynu.